# هیپرکاپنی
هیپرکاپنه (انگلیسی: Hypercapnia) (از یونانی Hyper = "بالا" یا "خیلی زیاد" و kapnos = "دود")، همچنین به عنوان هیپرکاربیا و احتباس CO2 شناخته می‌شود، وضعیتی است که سطح دی‌اکسید کربن (CO2) به‌طور غیرطبیعی در خون افزایش می‌یابد. دی‌اکسید کربن یک محصول گازی متابولیسم بدن است و معمولاً از طریق ریه ها دفع می‌شود. دی‌اکسید کربن ممکن است در هر شرایطی که باعث هیپوونتیلاسیون، کاهش تهویه آلوئولی (تخلیه هوا از کیسه‌های کوچک ریه که در آن تبادل گاز انجام می‌شود) و همچنین در نتیجه استنشاق CO2 تجمع یابد. ناتوانی ریه‌ها در پاکسازی دی‌اکسید کربن یا استنشاق سطوح بالای CO2 منجر به اسیدوز تنفسی می‌شود. در نهایت بدن اسیدیته افزایش یافته را با حفظ قلیایی در کلیه‌ها جبران می‌کند، فرآیندی که به عنوان "جبران متابولیک" شناخته می‌شود.
هیپرکاپنی حاد نارسایی تنفسی هیپرکاپنیک حاد (AHRF) نامیده می‌شود و یک اورژانس پزشکی است زیرا معمولاً در زمینه بیماری حاد رخ می‌دهد. هیپرکاپنی مزمن، که در آن جبران متابولیک معمولا وجود دارد، ممکن است علائمی ایجاد کند، اما به طور کلی یک اورژانس نیست. بسته به روند موجود، هر دو شکل هیپرکاپنی ممکن است با دارو، با تهویه غیرتهاجمی مبتنی بر ماسک یا با تهویه مکانیکی درمان شوند.
هیپرکاپنی یک خطر غواصی زیر آب است که همراه با غواصی حبس نفس، به ویژه در تنفس مجدد، و غواصی عمیق که با افزایش تراکم گاز تنفسی به دلیل فشار زیاد محیط همراه است.

## علائم و نشانه‌ها
هیپرکاپنی ممکن است در زمینه یک بیماری زمینه‌ای رخ دهد و علائم ممکن است به این وضعیت یا مستقیماً به هیپرکاپنی مربوط باشد. علائم خاص قابل تشخیص به هایپرکاپنی اولیه عبارتند از: تنگی نفس (تنگی نفس)، سردرد، گیجی و بی‌حالی. علائم بالینی شامل برافروختگی پوست، نبض کامل (نبض محدود)، تنفس سریع، ضربان قلب زودرس، انقباضات عضلانی و فلپ دست (آستریکسیس) است. خطر بی‌نظمی‌های خطرناک ضربان قلب افزایش می‌یابد. هیپرکاپنی همچنین زمانی رخ می‌دهد که گاز تنفسی آلوده به دی‌اکسید کربن باشد، یا تبادل گازهای تنفسی نمی‌تواند با تولید متابولیک دی‌اکسید کربن هماهنگی داشته باشد، که زمانی رخ می‌دهد که چگالی گاز تهویه را در فشارهای بالای محیط محدود می‌کند.

## علل
دی‌اکسید کربن یک محصول متابولیک طبیعی است اما اگر سریعتر از پاکسازی تولید شود در بدن تجمع می‌یابد. در حین ورزش شدید میزان تولید دی اکسید کربن می‌تواند بیش از ده برابر میزان تولید در زمان استراحت افزایش یابد. دی اکسید کربن در خون حل می‌شود و دفع آن با تبادل گاز در ریه‌ها در طی تنفس صورت می‌گیرد. هیپرکاپنی معمولاً به دلیل هیپوونتیلاسیون، بیماری ریوی یا کاهش هوشیاری ایجاد می‌شود. همچنین ممکن است در اثر قرار گرفتن در معرض محیط‌های حاوی غلظت‌های غیرعادی بالای دی‌اکسید کربن، مانند فعالیت‌های آتشفشانی یا زمین گرمایی، یا تنفس مجدد دی‌اکسید کربن بازدم ایجاد شود. در این شرایط هیپرکاپنی می‌تواند با اسیدوز تنفسی نیز همراه باشد.
نارسایی حاد تنفسی هیپرکاپنیک ممکن است در بیماری حاد ناشی از بیماری انسدادی مزمن ریه (COPD)، بدشکلی دیواره قفسه سینه، برخی از اشکال بیماری عصبی عضلانی (مانند میاستنی گراویس، و سندرم هیپوونتیلاسیون چاقی) رخ دهد. AHRF همچنین ممکن است در هر شکلی از نارسایی تنفسی ایجاد شود. ماهیچه‌های تنفسی خسته می‌شوند، مانند پنومونی شدید و آسم حاد. همچنین می‌تواند نتیجه سرکوب عمیق هوشیاری مانند مصرف بیش از حد مواد افیونی باشد.